# Champ de César (Rully)
Le champ de César ou le champ d'Agneux est un site archéologique dans la commune de Rully dans le département français de Saône-et-Loire et la région Bourgogne-Franche-Comté.

## Historique
Il fait l'objet d'un classement au titre des monuments historiques depuis le 6 janvier 1912.